# 綿棒

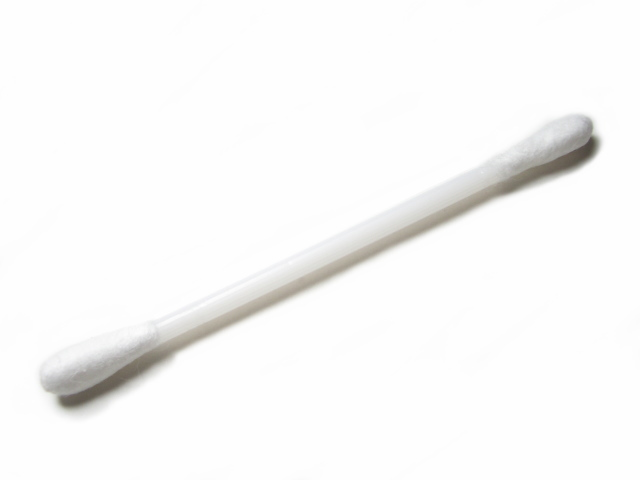
一般的な綿棒

綿棒（めんぼう、英語：Cotton bud、米語 : cotton swab）は、木や紙、またはプラスチックの棒の先端に脱脂綿を巻き付けたもののことである。

## 種類と用途

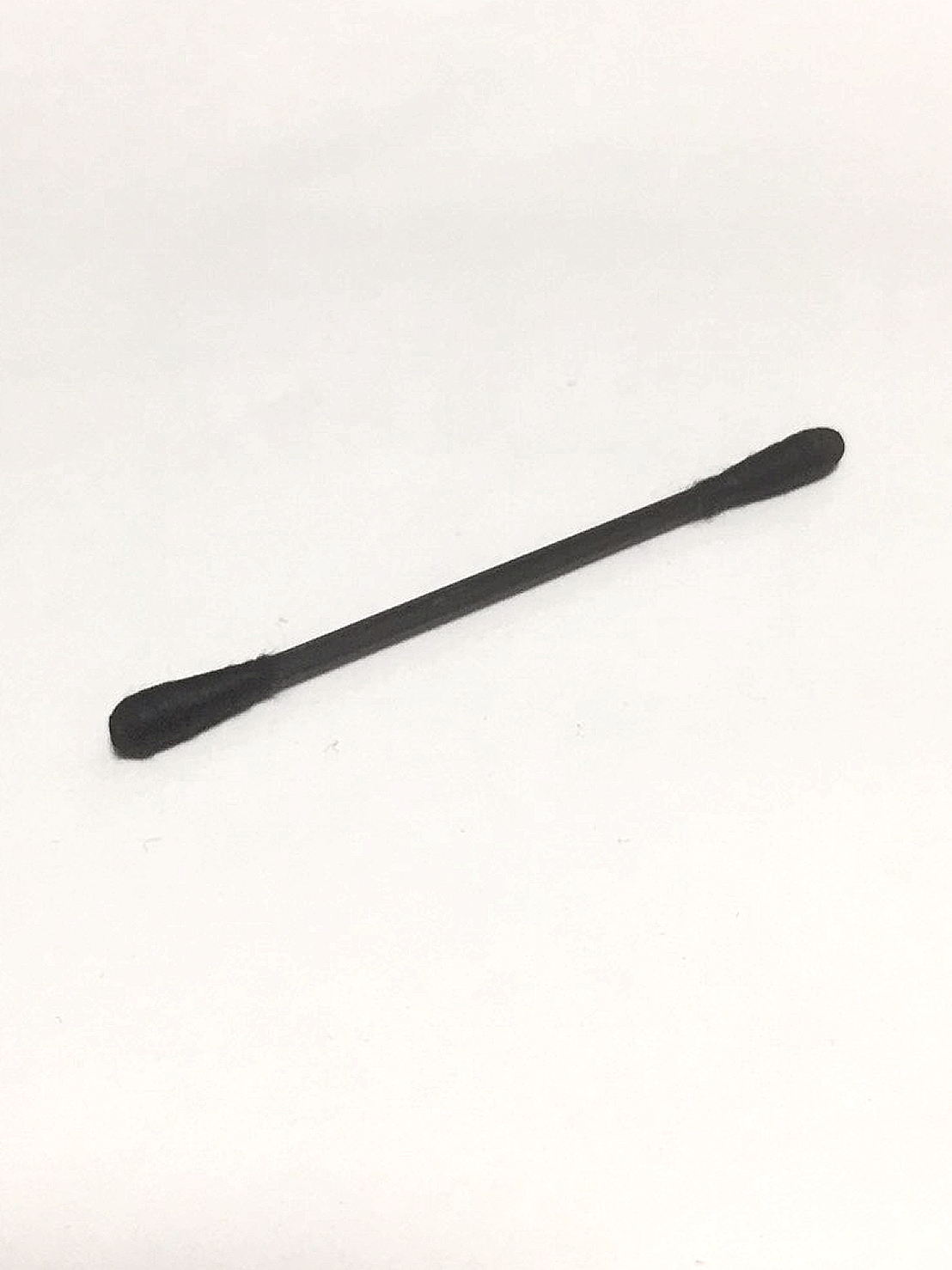
黒色の綿棒

現在の綿棒には様々なものがある。軸は概ね直径2ミリ程度の細い棒状であるが、材質は木、紙、プラスチックが用いられる。先端には、脱脂綿が1 - 1.5センチにわたって綿球状に固く巻き付けられているが、多用途化に対応すべく、丸いもの（正確には水滴型）、先端がとがったもの、太いもの（ゆるく球状に巻きつけたもの）、さらには絞り加工により段々を付けたものなどが市場に出回っている。また、一般的な丸いものであっても、ベビー用として軸ともども先端の綿球が細くなっているもの多く出ている。なお、綿球部は前述のように脱脂綿が素材であることが多いが、医療機器として鼻腔からのインフルエンザウイルスなど病原体採取に用いられる場合や微生物の採取に用いられる場合にはレーヨンの綿を使用する場合がある。また、特殊用途として合成繊維などを綿球部に使用する場合も見受けられる。業界ではコットンスワブ、またはコットンスワッブで通じることもある。
一般家庭向けのものは、長さがおよそ8センチで、軸の両側に固い綿球がついている。しかしながら、医療用や業務用のものには、2倍程度に長いものがある。こうしたものは薬品の塗布や化学実験・生物学実験などの際に用いられたり、機械装置などの細部の清掃などに用いられるため、綿球は片側のみに付いていることが多い。また、長い軸がたわみにくいよう、木の軸であることが多い。
特殊なものとして、オリーブオイルなどの油を染み込ませたものや、精製水や香料を含ませた水を染み込ませたもの、機械の清掃向けとして静電気を起こしにくいような薬剤が染み込ませてあるものなどもある。
一般的な用途は耳掃除であり、耳介から外耳道を掻く（拭う）のに適している。女性が化粧の際に用いたり、幼児における綿棒浣腸に用いたりもする。耳掃除用のものを中心に黒い綿棒も発売されている。黒色であるため綿棒に付着した汚れが確認しやすい。
なお、綿棒とは言いがたいが、綿棒の綿球部分に粘着剤を備え、それによって耳垢を貼り付けて耳掃除を行おうという商品も存在する。綿球の代わりにスポンジを用いたものもあり、これも便宜的にスポンジめん棒などと呼ばれ、クリーンルームでの細かい作業などに用いられる（綿の字は用いないことがある）。これは綿球から繊維が外れて飛散することを避ける意味がある。
ちなみに、高齢者等の介護として、綿棒で口腔内の清掃を行うことがあるが、清掃能は専用に作られた柄付きスポンジのほうが高かったとの報告がある。綿棒では、一度ぬぐったものが再付着するからだという。綿棒を口腔内の清掃に用いることは、自分で歯磨きができない乳児およびペットなどにおいて、推奨されることがあるが、一考を要することを示唆しているといえよう。また、歯に食品の色素などが付いた場合、歯ブラシによる清掃よりも、綿棒に歯磨き粉を付けてこするとよい。

## 歴史
1923年、アメリカのレオ・ガーステンザンが、妻が脱脂綿を爪楊枝に巻き付けているのを見て発明・商品化した。当時は Baby Gays と名付けたが、1926年には Q-tips Baby Gays と改名され、その後 Baby Gays が名称から外された。Q-tips はアメリカとカナダでは綿棒の代表的なブランドであり、代名詞ともなっている。なお Q とは quality を指す。
日本に綿棒が入ってきたのは第二次世界大戦の終戦後であり、進駐軍の放出品として市場に出回るようになった。当時の綿棒は、軸が木製であり、その材質が爪楊枝と同じシラカバであり、製法も似ていたことから、爪楊枝の産地であった現在の岐阜県高山市において国産化がなされた。
日本国内における最も古い工業所有権は、実用新案権として1960年8月31日に出願がなされている。
日本で初めて綿棒を製造販売したのは衛生用品製造業の平和エーザイ（当時 現：平和メディク）で、1965年のことであった。現在、同社は日本の綿棒のシェアのうち4割を担っている。年間製造本数は、全体でおよそ60億本。
なお、紙軸の綿棒を開発したのも上記 Q-tips の会社であり、1958年のことである。
アメリカから綿棒が入ってきた名残により綿棒の全長はインチで表される。一般雑貨として市場に出回る綿棒の全長は、約7.6cmであり特に区別して呼称する場合、3インチ綿棒または3インチ紙軸綿棒と呼ばれることがある。また、病院での処置や検査などに使用する柄部分の長い綿棒は、全長約15cmであり6インチ綿棒と呼ばれることがあり、綿棒製造業者や衛生材料業者間では事実上の標準（デファクトスタンダード）となっている。近年はインフルエンザ検査用の綿棒や感染症の検体採取用綿棒など市販の綿棒以外でも幅広い種類が商品化されている。
1993年から2008年にかけて、ドイツをはじめヨーロッパ各地で起きた殺害事件を含む40件の犯罪捜査で同一のDNAが検出され、捜査が混乱する事態が発生した（ハイルブロンの怪人）。これはDNA採取に用いた綿棒が既に製造過程でDNA汚染されていた事が原因だった。これを教訓に2016年に国際規格「ISO 18385」（「科学捜査のための生体物質の収集、保管及び分析に使用する製品のヒトDNA混入のリスク最小化−要求事項」）が制定され、この規格を満たす特殊な綿棒は通常の綿棒の100倍以上の値段で販売されている。

## 危険性
医学的には、綿棒を使った耳掃除は有効性が乏しく、かえって危険を伴うものとされている。耳垢は通常、外耳道（耳の穴）の分泌物として自然発生するものであり、外耳道の皮膚を守り、バクテリアや菌、昆虫、水の侵入を防ぐ役割を持つ為である。
2004年の研究によると、綿棒を使った耳掃除は外耳炎を引き起こす原因とされている。 耳掃除に綿棒を使うと耳垢を耳の奥に押しやってしまう可能性があり、それが耳垢の異常な増加の原因となる。それによって痛みや発熱、耳鳴り、めまい、といった症状を伴う可能性がある。 また、綿棒を使った耳掃除は、手術が必要になることもある鼓膜穿孔を引き起こす最も一般的な原因の一つとされている。
これらの理由により、AAFPやその他アメリカの多くの医療機関で、耳掃除に綿棒を使わないよう勧告している。
上記は欧米の研究であるが、欧米人と異なった耳垢の性質を示す日本国内の研究では認知機能障害を有する高齢者の患者において、耳掃除をしていない患者は認知機能、基本的ADL、意欲、周辺症状が耳掃除をしている患者に比べて有意に低下もしくは悪化していたという調査・研究報告がある。